# Lac de Batbielh
Le lac de Batbielh est un lac pyrénéen français situé administrativement dans la commune d'Arrens-Marsous dans le département des Hautes-Pyrénées en région Occitanie.
Le lac a une superficie de 1 ha pour une altitude de 2 229 m, il atteint une profondeur de 5 m.

## Toponymie
En occitan, batbielh signifie « vieille vallée », (bat : vallée et bielh : vieux).

## Géographie
C'est un petit lac naturel situé dans le Val d'Azun.

### Topographie
| Pic de la Lie (2 673 m)  | Pic de Courouaou (2 691 m) |                              |
| Col de la Lie            | lac de Batbielh            |                              |
| Pic d’Artouste (2 816 m) |                            | Refuge de Larribet (1 958 m) |

### Hydrographie
De par sa position dans une cuvette, ce lac n'alimente aucun cours d'eau.

## Protection environnementale
Le lac est situé dans le parc national des Pyrénées et fait partie d'une zone naturelle protégée, classée ZNIEFF de type 1 : Hautes vallées des gaves d’Arrens et de Labat de Bun

## Voies d'accès
L'accès au lac de Batbielh est difficile car l'enneigement de la cuvette où il se trouve est quasi permanent et le lac est bien souvent gelé. D'autre part, le dénivelé négatif est de 240 m entre le col de la Lie et le lac de Batbielh, pour une distance de seulement 500 m, le tout sur des pierriers.
Situé hors de la HRP et des chemins balisés, il est cependant sur un chemin (cairné dans sa partie basse) qui relie le col de la Lie à la vallée du Larribet. Ce chemin est d'ailleurs beaucoup plus praticable que celui qui propose, depuis le col de la Lie, de suivre les crêtes pour rejoindre le refuge de Larribet.